# Abraham Anias
Abraham Anias (1694 – 1750) was een Nederlandse cartograaf voor de Verenigde Oost-Indische Compagnie (VOC) en stiefzoon van Jacob Roggeveen (1659-1729), een cartograaf uit Middelburg.
Na het volgen van een opleiding tot cartograaf en het overlijden van Roggeveen, zette Anias het bedrijf van zijn stiefvader voort. Het familiebedrijf dat Anias overnam, was onderdeel van een reactie van de  Kamer Zeeland op het monopolie dat de Kamer Amsterdam hield op cartografie voor de VOC. Volgens de Zeeuwen waren de prijzen te hoog, met als gevolg dat er vanaf ongeveer 1660 een beroep werd gedaan op lokale kaartenmakers.
Tevens was Anias van 1720 tot 1750 ijkmeester van de Kamer Zeeland bij de West-Indische Compagnie (WIC). In deze functie was hij examinator van de stuurlieden. Zijn kwaliteiten maakten dat hij bij vakgenoten een grote reputatie genoot.

## Zeekaarten
Anias kreeg diverse keren het verzoek wrakken in te tekenen. Zo ook toen het VOC-schip 't Vliegend Hert verging in 1735. In 1981 werd het wrak van 't Vliegend Hert gevonden; de zoekactie duurde ruim drie jaar en kwam op gang nadat de Utrechtse hoogleraar dr. G. Schilder beide wrakken aantrof op de kaart van Anias.
Van de periode waarin Anias actief is geweest, zijn nog maar een tiental zeekaarten van zijn hand bewaard gebleven. De Universiteit van Amsterdam bewaart een van deze zeekaarten uit 1728; de Aria Atoll ten westen van de Malediven, waarop het wrak van het in 1726 vergane VOC-schip Ravenstein is vastgelegd. Het Zeeuws maritiem muZEEum bezit een zeekaart van Abraham Anias uit 1774. Afgebeeld is de Noordzee met het eiland Walcheren waarop de positie van scheepswrakken en vaargeulen zijn weergegeven.
Ook het Maritiem Museum Rotterdam heeft een Anias in de collectie, een kaart uit 1736 van de Zeeuws-Vlaamse kust vanaf de Westpunt van Schouwen tot voorbij Nieuwpoort met aanduiding van de wrakken van de schepen Anna Catharina (1735) en Reigersbroeck (1736).
Op basis van de kompasroos kan een zeekaart van de Indische Oceaan toegeschreven worden aan Anias. De kaart is in het bezit van  Universiteitsbibliotheek Leiden.
- International Standard Name Identifier: 0000 0003 8974 4518
- Nederlandse Thesaurus van Auteursnamen: 172026342
- RKD-Nederlands Instituut voor Kunstgeschiedenis: 432685
- Virtual International Authority File: 283216789
- WorldCat: E39PBJpdQjthBM4xWGMYFYgxjC